# Michele Allasia
Michele Allasia (Ferrara, 24 giugno 1895 – Marcon, 20 luglio 1918) è stato un aviatore italiano.
Sottotenente del Servizio Aeronautico del Regio Esercito combatté durante la prima guerra mondiale conseguendo la qualifica di Asso.

## Biografia
Nacque a Ferrara il 24 giugno 1895, nella vita civile di professione tornitore, nel 1913, a causa della sua abilità con il tornio, entrò in servizio presso il Battaglione Squadriglie Aviatori. All'atto dell'entrata in guerra del Regno d'Italia, il 24 maggio 1915, si iscrisse alla scuola di volo di Busto Arsizio (a Cascina Malpensa). Il 22 maggio del 1916, il Sergente Allasia ottenne il brevetto di pilota militare, ed entrò in servizio il 6 giugno nella 2ª Sezione della 37ª Squadriglia Farman incaricata della difesa di Bergamo. Presso questa squadriglia effettuò circa 40 crociere di protezione dal 29 giugno al 10 novembre, prima di essere selezionato per l'addestramento caccia sui Nieuport del campo scuola di Cascina Costa. 
Il 9 marzo 1917 venne trasferito in forza alla 80ª Squadriglia Caccia di Santa Maria la Longa, ritornando in servizio sul fronte dell'Isonzo con il grado di sergente maggiore. In questo periodo alcuni piloti della Squadriglia cominciarono a dipingere sulle carlinghe il ritratto di "Fortunello", versione italiana di Happy Hooligan reso noto in Italia dal Corriere dei Piccoli. Anche Allasia adottò tale insegna per il suo aereo.
Il 25 aprile 1917 fu decorato con una Medaglia di bronzo al valor militare. Quel giorno stava scortando il Voisin III della 25ª Squadriglia del Sergente Alessandro Resch con il Capitano Giuseppe Gabbin quando ebbe un combattimento contro due nemici.
Il 27 aprile, in una lettera spedita a casa, egli descrisse il suo combattimento aereo avvenuto il giorno precedente (26 aprile) contro tre velivoli austro-ungarici: Se solo poteste vedere quanto e ridotto male il mio aereo! Quattro proiettili mi hanno colpito dietro. Anche il serbatoio del carburante è stato forato Il giorno seguente, il 28 aprile, sei settimane dopo aver sostenuto il suo primo combattimento aereo, ottenne la qualifica di pilota di Nieuport Ni.11 ed il 30 aprile la squadriglia si sposta ad Aiello del Friuli. Il 10 maggio 1917 rimase ferito da un proiettile antiaereo, atterrando in emergenza a Doberdò del Lago dove venne medicato, e ritornando in servizio attivo nei primi giorni del mese di luglio volando il 9 luglio con il nuovo e più potente Nieuport 17.
Dopo il suo ritorno in prima linea, il 13 luglio reclamò l'abbattimento di un idrovolante su Prosecco (Trieste), ma tale vittoria non poté essere confermata. Il 10 agosto collaborò con Giovanni Sabelli della 91ª Squadriglia all'abbattimento del velivolo Hansa-Brandenburg C.I 229.25 della FlG I sul Monte Stol, conseguendo la sua prima vittoria. Il 1 settembre 1917 il Principe Emanuele Filiberto di Savoia, duca di Aosta, comandante della 3ª Armata (Regio Esercito), gli conferì “sul campo” la Medaglia d'argento al valor militare. 
Con la Battaglia di Caporetto il suo reparto di Aiello si ritira prima a Comina (Friuli-Venezia Giulia), dal 1º novembre ad Arcade (Italia) ed infine l'8 novembre a Marcon.
Prima di essere trasferito il 10 novembre alla 77ª Squadriglia Aeroplani, del I Gruppo aeroplani, equipaggiata con i nuovi SPAD VII, reclamò altre due vittorie il 2 (vicino Codroipo) e il 7 novembre (insieme al Sergente Felice Avon della 77ª Squadriglia sul fiume Livenza, durante una missione di scorta ad un SAML). Presso la nuova unità compì solo 37 ore di volo, tra cui alcuni esperimenti di volo notturno, sostenendo un solo combattimento, e venendo decorato con una seconda Medaglia d'argento al valor militare ottenuta “sul campo”. L'11 marzo 1918 Il Sottotenente Allasia impegnò un combattimento contro una formazione di velivoli austro-ungarici durante una missione di ricognizione sopra Pordenone. Il suo Spad incassò 18 colpi dalle mitragliatrici del velivolo pilotato dall'asso Benno Fiala von Fernbrugg, che lo reclamò come una vittoria, ma egli riuscì a fuggire illeso.
L'8 giugno 1918 fu trasferito al neocostituto reparto da ricognizione strategica, 5ª Sezione SVA di Fossalunga, ed il 15 giugno conseguì la sua quarta vittoria, abbattendo un velivolo biposto su Fontigo. Il 23 giugno ottenne la sua quinta vittoria sopra Falzè di Piave, la qualifica ufficiale di asso, e il conferimento della terza Medaglia d'argento al valor militare per le sue coraggiose azioni compiute dal 15 a 23 giugno 1918.
Il 20 luglio 1918 la 5ª Sezione SVA si sposta a Marcon, dove Allasia e il suo passeggero, il Capitano Giuseppe Graglia, si  schiantarono al suolo a bordo di un velivolo Ansaldo SVA.9 vicino al campo d'aviazione di Marcon. Rimasti intrappolati tra i rottami, i due aviatori morirono in seguito all'incendio dell'aereo. Alla sua memoria gli fu intitolato l'aeroporto della sua città natale.